# Windowlicker
Windowlicker is de meest verkochte single van de Britse muzikant en producer Aphex Twin (Richard D. James).
De muziek valt binnen het genre IDM.

## Betekenis
De Engelse uitdrukking window licker (raamlikker) is een denigrerende uitdrukking voor iemand met het syndroom van Down. Verder kan de term geïnterpreteerd worden als een bezoeker van raamprostituees.
Het is moeilijk om de teksten en beelden te interpreteren. Mogelijk is de videoclip een parodie op de vaak overmatig seksueel getinte hiphopclips.

## Muziek
De single bestaat uit drie delen, elk met een eigen muziekstijl.
- Een intro, deze bestaat uit een mix van breakbeat en koor geluiden waarbij het stemgeluid, vervormd door een vocoder, van Aphex Twin te horen is.
- Het tweede deel is samengesteld uit geluiden die volgens wiskundige formules zijn gedefinieerd. Dit geeft een zeer experimenteel geluid.
- Het derde deel bestaat uit samples van een speeldoos, een muziekinstrument uit de 19e eeuw.

## Videoclip
De videoclip werd geproduceerd door Chris Cunningham en duurt in totaal meer dan tien minuten.
Hierin is te zien hoe twee mannen in een zwarte Mazda MX-5-cabrio, met overdreven obsceen taalgebruik, op pad zijn om twee straatprostituees mee te krijgen. Ze spreken twee vrouwen aan en hierna volgt een langdradige discussie.
Aphex Twin komt vervolgens tussenbeide in een extreem lange limousine. Hij stapt uit, danst overdreven met een paraplu en weet de twee vrouwen te overtuigen om in te stappen. Tijdens de rit die volgt worden hun gezichten vervormd en krijgen ze baarden. Ze worden achtervolgd door de twee mannen in de Mazda.
Bij aankomst op het strand is te zien hoe verschillende vrouwen om Aphex Twin heendansen. De twee mannen uit de Mazda kijken verlekkerd toe. Opeens draait een van de vrouwen zich om en zij blijkt een heksachtig gezicht te hebben.
De mannen rennen vol walging weg.
Hierna wordt een champagnefles ontkurkt.

## Trivia

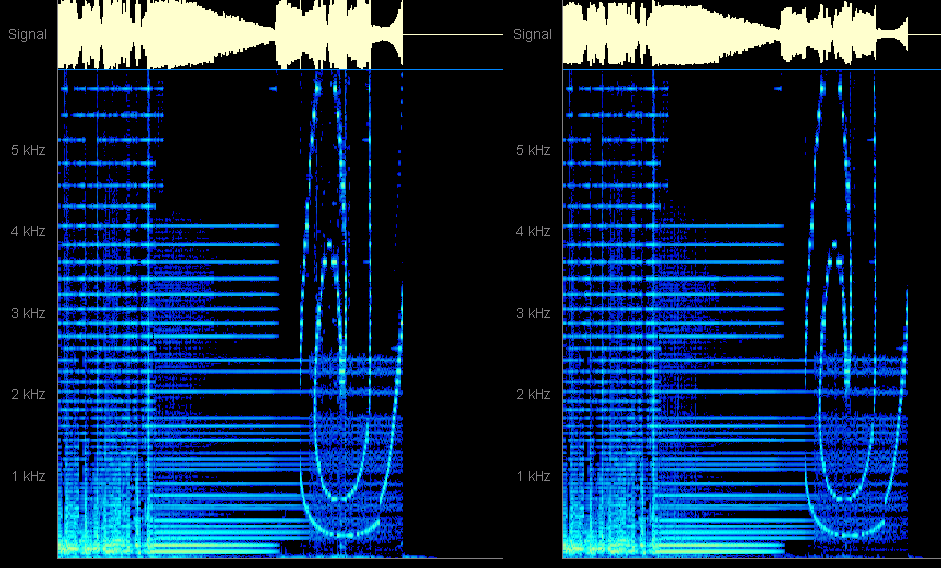
Deel van het spectrogram.

- Wanneer het spectrogram van de single wordt bekeken, zijn hierin verschillende patronen te vinden. Namelijk gezichten, teksten en geometrische patronen.
- Tijdens de discussie in het eerste deel van de clip worden 127 scheldwoorden gebruikt en 44 keer het woord "fuck".
- Het nummer is gebruikt in een reclame van Mercedes-Benz.